# Champagne (Band)

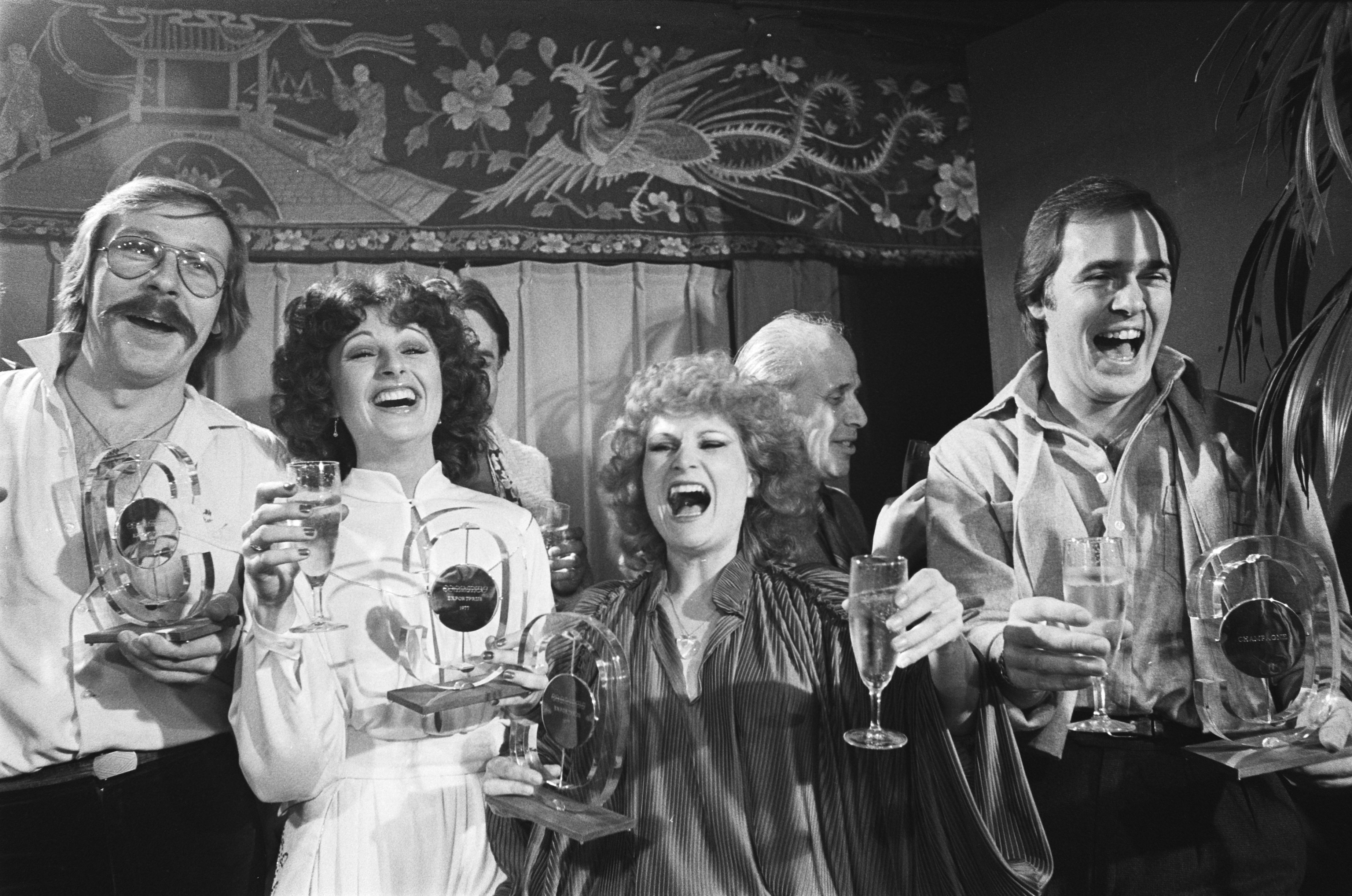
Preisverleihung Conamus Exportprijs 4. Januar 1978 für 1977 im Suikerhof, Amsterdam: v. l. n. r.: Bert van de Wiel, Paulette Bronkhorst, Trudie Huijsdens, Jan Vredenburg

Champagne war ein niederländisches Popquartett (gemischtes Doppel im Stile von ABBA), das zwischen 1976 und 1981 einige kleine bis mittlere europäische Hits in englischer Sprache hatte. Größter Erfolg war der Titel Rock and Roll Star.

## Die Mitglieder
Als Paulette Bronkhorst, Trudy Huysdens, Bert van der Wiel († 2009) und Jan Vredenburg 1976 für Champagne zusammengestellt wurden, hatte jeder von ihnen bereits in anderen Nederpop-Projekten als Front- oder Backgroundsänger/-in mitgewirkt (z. B. Mouth & MacNeal, Flashback, Johnny Kendal Machine).

## Die Karriere
Champagne wurden in Rotterdam produziert. Ihr melodiöser Sound entsprach der damaligen Auffassung von Europop, war eher vom weißen Easy Listening und Folk als von schwarzen Einflüssen geprägt. Hauptsächlich schrieb der niederländische Pop- und Rock-Veteran Wally Tax (gemeinsam mit Komponist Martin Duiser) die überwiegend soften Popsongs für das gemischte Doppel. Um die offensichtliche musikalische Anlehnung an ABBA zumindest optisch zu variieren, wurde dem Quartett zunächst ein Roaring-Twenties-Nostalgie-Look verpasst, wie er Mitte der 1970er durch Filme wie Der Clou, Chinatown, Tod auf dem Nil, Ken Russell’s Valentino oder Der große Gatsby durchaus en vogue war. Champagne traten meistens nostalgisch-elegant auf: Nadelstreifen und Hutschleier bildeten einen deutlichen Kontrast zu damals gängigen Pop-Outfits wie Disco-Glamour, Glamrock-Glitter oder Punk-Schmuddel.
Ende 1976 erschien die erste (und erfolgreichste) Single Rock and Roll Star erst in BeNeLux, Anfang 1977 dann in vielen Ländern der Welt. Eine musikalische Travestie, wie sie nur der Europop der 1970er hervorbringen konnte: Auf das sehnsuchtsvoll schluchzende Mundharmonika-Intro folgen schnelle, folk-ähnliche Akkorde im 2/8-tel Takt. Der Aufbau mit dem ansteigenden Refrain erinnert stark an ABBAs 1975er Megaseller S.O.S. Für die Discos war der Song völlig ungeeignet, er war schlichtweg nicht tanzbar. Trotzdem ging die Rechnung auf, sich an erfolgreichen Klangmustern zu orientieren: Rock and Roll Star erreichte Platz 2 in den Niederlanden, Platz 12 in Deutschland und, Höhepunkt des Auslandserfolges, Platz 83 in den amerikanischen Billboard Hot 100. Im Laufe ihrer Karriere erreichte die Band Platzierungen u. a. in Italien, Belgien, Osteuropa, Israel, Südafrika und Asien.
Die zweite Single, Oh Me, Oh My, Goodbye, war ein langsamer, romantischer Titel mit einer sentimentalen Goodbye-to-all-that-Attitüde, jener in den englischen Salon-Romanen von Foster oder Galsworthy nicht unähnlich. Die Melodie erinnerte entfernt an ABBAs Dancing Queen und die Beats an Knowing Me, Knowing You. Der Song wurde Platz 3 in den Niederlanden, kletterte in die Top 25 in Deutschland. Die dritte Single Valentino gilt unter Champagne-Kennern als ihre beste und ABBA-ähnlichste. Ein Lied über den gleichnamigen Stummfilm-Star, das wiederum ein vielgespielter Top-5-Hit in den Niederlanden wurde. Somit hatten Champagne in der Saison 76/77 drei Singles in den Top-100-Jahrescharts ihrer Heimat. In Deutschland verfehlte Valentino trotz reger Rundfunkeinsätze knapp die Top 50. MediaControl veröffentlichte damals allwöchentlich nur 50 Chartsplätze. Die Marke erreichte der Song nicht. Dieses Schicksal teilen alle folgenden Champagne-Singles in Deutschland; hätte es schon die „Top 100“ gegeben, sähe die Bilanz sicher anders aus. Fast gleichzeitig mit Valentino erschien das erste Album mit dem schlichten Titel Champagne – ein gefälliger, balladenlastiger Longplayer, im für die Zeit typischen vollen und reichen Sound des Neder-Pop produziert. Die Platte enthielt neue Songs, Neueinspielungen der Single-B-Seiten Kiss You Baby und The Last Song, altes Material von Wally Tax (von ihm selbst bereits Anfang der 1970er als Solist veröffentlicht), die Ballade Annabelle, die Trudys gleichnamiger Tochter gewidmet ist und das Everly-Brothers- bzw. Hollies-Cover The Air That I Breathe. Trotz der enthaltenen Erfolgs-Singles erklomm das Album lediglich Platz 33 in den Niederlanden.
Champagne erhielten für 1977 den renommierten niederländischen Conamus-Export-Preis für ihre Erfolge außerhalb der Niederlande. In ihrer Heimat erfreuten sich die Vier einer großen Bekanntheit und wurden viel gebucht, unter anderem für Printwerbung der Unterwäschemarke „Bon Giorno“. Das Quartett zählte zu den vielversprechenden Newcomern der europäischen Popszene. Es absolvierte zahlreiche internationale Gigs, z. B. als Gast-Act vor 40.000 Menschen in Italien oder auf Livekonzerten in Israel. In Frankreich nannte sich die Gruppe Dutch Champagne, in Südafrika Bubbley. In Deutschland war sie in populären Fernsehsendungen wie „Musikladen“, „Disco“, „M.O.T.“, „Plattenküche“, „Die Drehscheibe“, „Ein Platz an der Sonne“, „Aktuelle Schaubude“ und der „ZDF Silvestershow 1977“ zu sehen. Sogar das Fernsehen der DDR lud die gefragten Niederländer ein, unter anderem zu einem Special der Musiksendung „Rund“ und in „Burgparty“.
Duiser und Tax ließen viele Monate vergehen, um an die Anfangserfolge anzuknüpfen. 1978 sollte mit Light Up My Eyes nur eine einzige neue Single erscheinen. Sie stieg bis auf Platz 11 in den Niederlanden. Ab 1979 kam man immer mehr von der Nostalgie- und Gatsby-Masche weg und versuchte sich, dem damaligen Zeitgeist folgend, im Disco-Sound. Die lebendigen Tanzpop-Titel bis 1980 hießen: That’s Life, Black Jack, Rollerball, Captain, Sjooh Sjooh Sugar. Während sie in den Niederlanden zu kleinen Charts-Erfolgen avancierten, floppten sie in Westeuropa durchweg. Das Greatest-Hits-Album Rollerball wurde 1979 daher nur noch in den Niederlanden herausgebracht. Die letzte Single Captain erschien schon nicht mehr bei Ariola, sondern bei A&R Records.
Offiziell wurden Champagne 1981 aufgelöst. Zu diesem Zeitpunkt hatten sie nach eigenen Angaben rund 2,5 Millionen Singles und 320.000 Alben verkauft. Paulette Bronkhorst, heute vierfache Mutter, schloss sich nach dem Ende der Gruppe sofort dem kurzlebigen Duo La Chica an und arbeitete später vereinzelt als Autorin und Redakteurin. Trudy, die gemeinsam mit Bert und dem Saxophonist von Lang Tall Ernie vorübergehend das Trio Chrome gebildet hatte, heiratete den renommierten Jazz-Musiker Jack van Poll und zog mit ihm 1995 für einige Jahre nach Südafrika. Seit 2003 lebt das Paar in Belgien. Bert soll später im Hotelgewerbe in Rotterdam Fuß gefasst haben. Einzig Jan Vredenburg, der kurzzeitig bei der Band Shampoo eingestiegen war, blieb noch eine Zeit lang dem Projekt Champagne treu: 1983 versuchte er mit den Singles Woman I Know und A Little Bit of Soap ein Comeback. Ihm wurden zwei neue Sängerinnen zur Seite gestellt: Rosina Brochard und Jean Cariot, zwei erfahrene Musikerinnen. Doch nicht einmal zuhause war den dreien ein nennenswerter Erfolg gegönnt. Vredenburg arbeitete zwischenzeitlich für einen Vertrieb von klassischer Musik. In seinem eigenen Blog, der sich schwerpunktmäßig mit vergangenen Epochen der Unterhaltungsmusik befasst, können Liebhaber mit ihm via Internet kommunizieren. Auf einer deutschen Fanseite kündigt Jan im Oktober 2011 an, seinen Wohnsitz von Holland nach Thüringen verlegen zu wollen, wo er ein Haus mit Flussgrundstück erwerben möchte. Dort würde er eventuell auch die Arbeit an einem neuen musikalischen Projekt aufnehmen.
Seit dem Ende ihrer gemeinsamen Jahre war keiner der vier mehr so richtig in der Popbranche tätig. Nur selten kamen Paulette, Trudy, Bert und Jan noch zusammen, um über die alten Zeiten Auskunft zu geben, wie am 21. Juni 2005 in einem Special der Show Vergeten verhalen des Rotterdamer TV-Senders RTV Rijnmond. Mangels weltumspannender Superhits ist Champagnes Karriere deutlich schlechter dokumentiert als die anderer niederländischer Acts jener Zeit wie Pussycat, George Baker Selection oder Luv’. Lange Zeit konnten weder der Sieg der CD über das Vinyl, noch das in den 1990ern überall grassierende 1970er-Revival die Plattenfirmen dazu bewegen, ihre Songs auf CD herauszubringen. Daher erinnern sich fast nur noch Nederpop-Insider an die einst so hoffnungsvolle Band, die in Musikmagazinen immerhin als Mischung aus ABBA und Manhattan Transfer bezeichnet wurde.

## Comeback
Am 19. März 2007 veröffentlichte Sony BMG Holland schließlich doch ein Best-Of-Album in den Niederlanden, das nicht nur alle Singles aus der Ariola-Zeit, sondern auch viele Album-Songs enthält. Erstmals ist somit beinah das gesamte Material offiziell auf CD erhältlich, rund 25 Jahre nach Einführung dieses Mediums. Mittlerweile existiert auch die erste Fansite im Internet. Sie wurde von deutschen Fans zusammengestellt und enthält Biografie, Diskografie und umfangreiches Fotomaterial. Bereits am 19. November 2006 gab die Agentur Novum die Meldung heraus, dass sich Champagne wiedervereinen und 2007/2008 eine Tournee mit einem nostalgischen Showprogramm durch niederländische Hotels und Theater planten. Das Quartett wollte hauptsächlich beliebte Songs und Popstandards aus den 1950ern vortragen. Wegen einer Erkrankung konnte Bert van der Wiel nicht an den Proben im Sommer 2007 teilnehmen, die Auftrittstermine wurden deshalb niemals offiziell bestätigt, das Tourprojekt als solches allerdings auch nie wirklich abgesagt. Im September 2008 veröffentlichte der Act Tom Toddnick vs Champagne eine 4 Minuten lange Danceversion von Rock and Roll Star, für die der Titel aus den 1970ern mit Housebeats unterlegt wurde. Der Track ist offiziell als MP3 bei vielen namhaften Downloadportalen erhältlich und erschien auch auf dem Toddnick-Album Wispy Things. Am 29. Juni 2009 verstarb Bert van de Wiel nach kurzer aber schwerer Krankheit.

## Diskografie

### Alben
- 1977: Champagne
- 1979: Rollerball - Greatest Hits
- 2007: The Best of Champagne

### Singles
| Jahr | Titel Album                   | Höchstplatzierung, Gesamtwochen, AuszeichnungChartplatzierungen (Jahr, Titel, Album, Platzierungen, Wochen, Auszeichnungen, Anmerkungen) | Höchstplatzierung, Gesamtwochen, AuszeichnungChartplatzierungen (Jahr, Titel, Album, Platzierungen, Wochen, Auszeichnungen, Anmerkungen) | Höchstplatzierung, Gesamtwochen, AuszeichnungChartplatzierungen (Jahr, Titel, Album, Platzierungen, Wochen, Auszeichnungen, Anmerkungen) | Anmerkungen                   |
| Jahr | Titel Album                   | DE | US | NL | Anmerkungen                   |
| ---- | ----------------------------- | --- | --- | --- | ----------------------------- |
| 1976 | Rock and Roll Star Champagne  | DE12 (17 Wo.)DE | US83 (4 Wo.)US | NL2 (12 Wo.)NL | B-Seite: Kiss You Baby        |
| 1977 | Oh Me Oh My Goodbye Champagne | DE25 (8 Wo.)DE | — | NL3 (9 Wo.)NL | B-Seite: The Last Song        |
| 1977 | Valentino Champagne           | — | — | NL5 (8 Wo.)NL | B-Seite: Ain’t No Fun To Me   |
| 1978 | Light Up My Eyes Rollerball   | — | — | NL11 (6 Wo.)NL | B-Seite: Don’t Cry            |
| 1979 | That’s Life Rollerball        | — | — | NL23 (4 Wo.)NL | B-Seite: Music Is My Living   |
| 1979 | Black Jack Rollerball         | — | — | NL21 (5 Wo.)NL | B-Seite: Reason               |
| 1979 | Rollerball                    | — | — | NL23 (5 Wo.)NL | B-Seite: No Love At All       |
| 1980 | Sjooh Sjooh Sugar             | — | — | NL33 (3 Wo.)NL | B-Seite: I So I So I Want You |

Weitere Singles
- 1978: Santa Clause is Coming to Town (Beitrag auf einem Christmas-Sampler)
- 1980: Captain / Just Open Up Your Heart
- 1983: The Woman I Know / All That I Can Give
- 1983: A Little Bit Of Soap / With The Sun In Your Eyes
- 2008: Rock and Roll Star (Tom Toddnick vs Champagne)